# Vilko
Vilko je moško osebno ime.

## Izvor imena
Ime Vilko je različica moškega osebnega imena Viljem.

## Pogostost imena
Po podatkih Statističnega urada Republike Slovenije je bilo na dan 31. decembra 2007 v Sloveniji število moških oseb z imenom Vilko: 404.

## Osebni praznik
Osebe z imenom Vilko godujejo takrat kot Viljem.